# (37457) 4793 P-L
4793 P-L (asteroide 37457) é um asteroide da cintura principal. Possui uma excentricidade de 0.16971300 e uma inclinação de 1.83646º.
Este asteroide foi descoberto no dia 24 de setembro de 1960 por Cornelis Johannes van Houten e Ingrid van Houten-Groeneveld e Tom Gehrels em Palomar.